# Мармовичи (Светлогорский район)
Мармовичи (бел. Мармаві́чы) — деревня в Давыдовском сельсовете Светлогорского района Гомельской области Республики Беларусь.

## География

### Расположение
В 23 км на юго-запад от Светлогорска, 124 км от Гомеля, 8 км от железнодорожной платформы Узнаж (на линии Жлобин — Калинковичи).

## Транспортная сеть
Автодорога связывает деревню со Светлогорском и Калинковичами.

## История
Согласно письменным источникам известна с XVI века как селение в Мозырском повете Минского воеводства Великого княжества Литовского, шляхетская собственность.
После 2-го раздела Речи Посполитой (1793 год) в составе Российской империи. В 1879 году обозначена как селение в Евтушковичском церковном приходе. Согласно переписи 1897 года действовал хлебозапасный магазин. В 1908 году в Карповичской волости Речицкого уезда Минской губернии. В 1917 году открылась земская школа, размещавшаяся в наёмном крестьянском доме. Планировка состоит из криволинейной, редко застроенной улицы, ориентированной с юго-востока на северо-запад, к которой присоединяются 2 прямолинейные параллельные улицы. Застройка деревянная, усадебного типа.
В 1930 году организован колхоз имени В. В. Воровского, работала кузница. Во время Великой Отечественной войны в боях в 1943-44 годах за деревню и окрестности погиб 951 советский солдат и партизан (похоронены в братской могиле на северной окраине). Согласно переписи 1959 года располагались библиотека, фельдшерско-акушерский пункт, клуб.

## Население

### Численность
- 2004 год — 74 хозяйства, 122 жителя

### Динамика
- 1795 год — 4 двора
- 1834 год — 27 дворов, 157 жителей
- 1897 год — 261 житель (согласно переписи)
- 1908 год — 54 двора, 351 житель
- 1925 год — 100 дворов
- 1959 год — 557 жителей (согласно переписи)
- 2004 год — 74 хозяйства, 122 жителя

## Достопримечательность

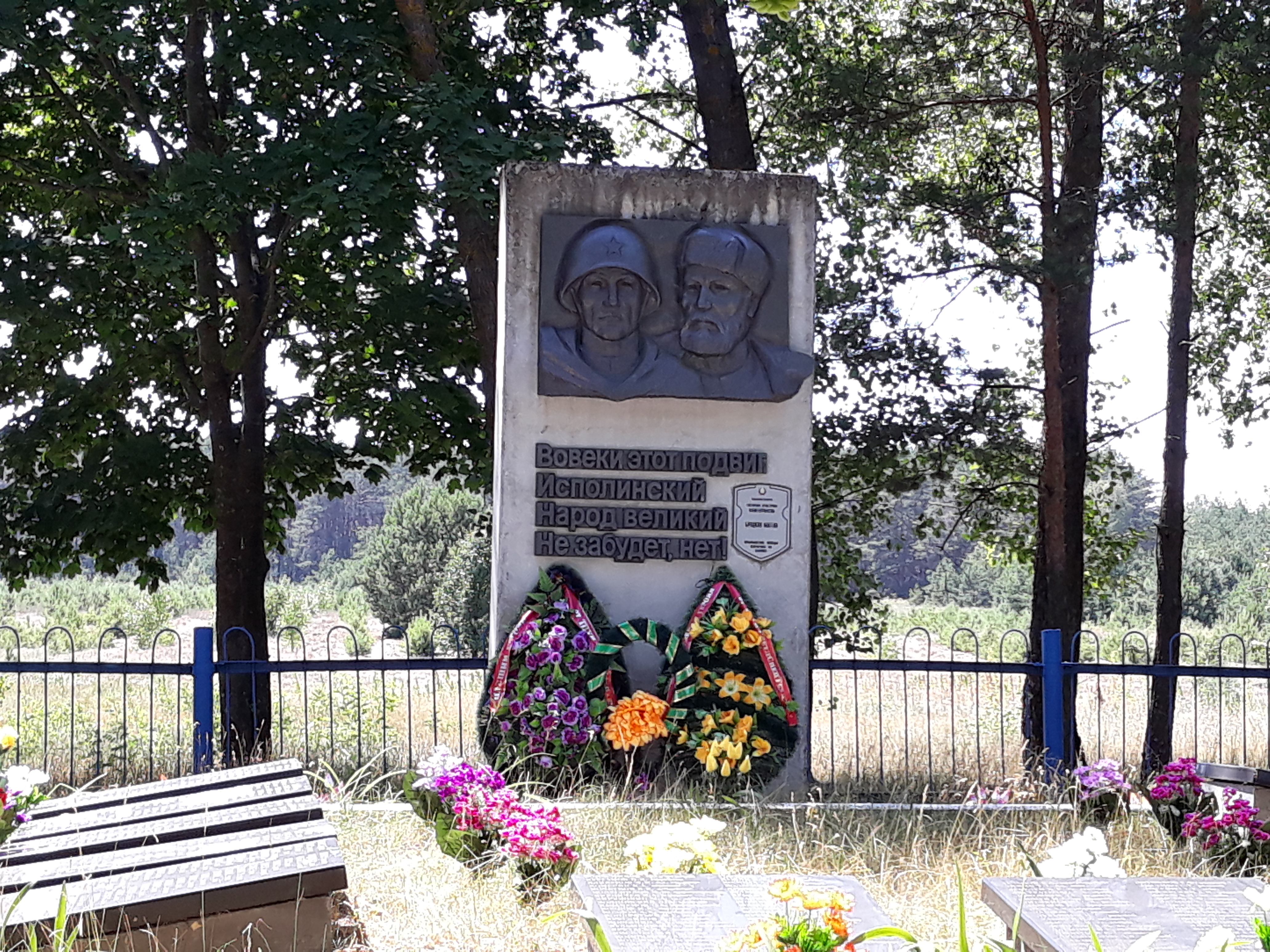
Братская могила

- Братская могилаБратская могила (1943-1944) —  Историко-культурная ценность Республики Беларусь, шифр 313Д000764